# Campionato Sudamericano 2004 (hockey su pista)
Il campionato sudamericano di hockey su pista 2004 è stata la 18ª edizione del torneo di hockey su pista per squadre nazionali maschili sudamericane. Il torneo si è svolto in Cile a Viña del Mar dall'8 all'11 ottobre 2004.
A vincere il torneo fu l'Argentina per l'undicesima volta nella sua storia sconfiggendo in finale il Cile.

## Formula
Il campionato Sudamericano 2004 fu disputato da quattro selezioni nazionali tramite la formula del girone all'italiana con gare di sola andata. Vennero attribuiti due punti per l'incontro vinto, uno per l'incontro pareggiato e zero in caso di sconfitta. Dopo la prima fase vennero disputate le semifinali e la finale; la squadra vincitrice della finale venne proclamata campione.

## Squadre partecipanti
| Pr. | Squadra   | Partecipazioni precedenti al torneo                                                                  |
| --- | --------- | --- |
| 1   | Argentina | 1956, 1959, 1963, 1966, 1967, 1969, 1971, 1973, 1975, 1977, 1979, 1981, 1984, 1985, 1987, 1990       |
| 2   | Brasile   | 1954, 1956, 1959, 1966, 1967, 1969, 1971, 1973, 1975, 1977, 1979, 1981, 1984, 1985, 1987, 1990       |
| 3   | Cile      | 1954, 1956, 1959, 1963, 1966, 1967, 1969, 1971, 1973, 1975, 1977, 1979, 1981, 1984, 1985, 1987, 1990 |
| 4   | Uruguay   | 1954, 1956, 1959, 1963, 1967, 1969, 1971, 1973, 1981, 1984, 1985                                     |

Nota bene: nella sezione "partecipazioni precedenti al torneo" le date in grassetto indicano la squadra che ha vinto quell'edizione del torneo

## Svolgimento del torneo

### Prima fase

#### Classifica finale
| Pos. | Squadra   | Pt | G | V | N | P | GF | GS | DR  |
| ---- | --------- | -- | - | - | - | - | -- | -- | --- |
| 1.   | Argentina | 6  | 3 | 3 | 0 | 0 | 23 | 2  | +21 |
| 2.   | Cile      | 4  | 3 | 2 | 0 | 1 | 16 | 6  | +10 |
| 3.   | Brasile   | 2  | 3 | 1 | 0 | 2 | 12 | 11 | +1  |
| 4.   | Uruguay   | 0  | 3 | 0 | 0 | 3 | 0  | 32 | -32 |

#### Risultati
| Viña del Mar 8 ottobre 2004 | Argentina | 3 – 0 | Cile |  |

| Viña del Mar 8 ottobre 2004 | Brasile | 7 – 0 | Uruguay |  |

| Viña del Mar 9 ottobre 2004 | Argentina | 14 – 0 | Uruguay |  |

| Viña del Mar 9 ottobre 2004 | Brasile | 3 – 5 | Cile |  |

| Viña del Mar 9 ottobre 2004 | Argentina | 6 – 2 | Brasile |  |

| Viña del Mar 9 ottobre 2004 | Cile | 11 – 0 | Uruguay |  |

### Fase finale
|  | Semifinali | Semifinali | Semifinali |      |           | Finale          | Finale          | Finale          |  |
|  |            |            |            |      |           |                 |                 |                 |  |
|  | Argentina  | Argentina  | 8          |      |           |                 |                 |                 |  |
|  | Argentina  | Argentina  | 8          |      |           |                 |                 |                 |  |
|  | Uruguay    | Uruguay    | 2          |      |           |                 |                 |                 |  |
|  | Uruguay    | Uruguay    | 2          |      | Argentina | Argentina       | 4               |                 |  |
|  |            |            |            |      | Argentina | Argentina       | 4               |                 |  |
|  |            |            | Cile       | Cile | 3         |                 |                 |                 |  |
|  | Cile       | Cile       | Cile       | Cile | 3         | 7               |                 |                 |  |
|  | Cile       | Cile       |            |      |           | 7               |                 |                 |  |
|  | Brasile    | Brasile    | 4          |      |           | Finale 3º posto | Finale 3º posto | Finale 3º posto |  |
|  | Brasile    | Brasile    | 4          |      |           |                 |                 |                 |  |
|  |            |            |            |      |           |                 |                 |                 |  |
|  |            |            |            |      |           | Uruguay         | Uruguay         | 1               |  |
|  |            |            |            |      |           | Uruguay         | Uruguay         | 1               |  |
|  |            |            |            |      |           | Brasile         | Brasile         | 12              |  |